# Стрибки у воду на Чемпіонаті світу з водних видів спорту 2017 — змішаний синхронний трамплін, 3 метри
Змагання зі стрибків у воду зі змішаного синхронного триметрового трампліна на Чемпіонаті світу з водних видів спорту 2017 відбулися 22 липня.

## Результати
Фінал відбувся о 14:00.
| Місце | Країна          | Стрибуни                           |        |
| Місце | Країна          | Стрибуни                           | Очки   |
| ----- | --------------- | ---------------------------------- | ------ |
| 1     | Китай           | Ван Хань Лі Чжен                   | 323.70 |
| 2     | Велика Британія | Грейс Рід Томас Дейлі              | 308.04 |
| 3     | Канада          | Дженніфер Абель Франсуа Імбо-Дюлак | 297.72 |
| 4     | Німеччина       | Тіна Пунцель Лоу Массенберг        | 287.76 |
| 5     | Австралія       | Естер Цінь Меттью Картер           | 282.00 |
| 6     | Колумбія        | Діана Пінеда Себастьян Вілья       | 277.83 |
| 7     | Італія          | Елена Бертоккі Майкол Верцотто     | 277.35 |
| 8     | Швейцарія       | Мішель Гаймберг Джонатан Суков     | 273.00 |
| 9     | Росія           | Марія Полякова Ілля Молчанов       | 270.63 |
| 10    | Україна         | Вікторія Кесар Станіслав Оліферчик | 270.06 |
| 10    | США             | Лорен Ріді Брайадам Геррера        | 270.06 |
| 12    | Нова Зеландія   | Елізабет Кві Лаєм Стоун            | 255.90 |
| 13    | Мексика         | Аранча Чавес Хуліан Санчес         | 223.80 |
| 14    | Бразилія        | Таммі Такагі Ян Матос              | 184.74 |